# 引頭麻実
引頭 麻美（いんどう まみ、1962年11月6日 - ）は、日本の実業家。

## 人物
東京都出身。1985年一橋大学法学部卒業後、大和証券女性総合職1期生として、入社。
2004年金融庁公認会計士・監査審査会委員。2006年大和インベスター・リレーションズ取締役。2007年総務省統計審議会委員。
2009年大和総研執行役員コンサルティング本部本部長。2010年同第一コンサルティング本部本部長。2011年東京電力に関する経営・財務調査委員会委員。2012年総務省官民競争入札等監理委員会委員。この間、鹿児島大学稲盛アカデミー客員教授。
2013年大和総研常務執行役員調査本部副本部長、総務省独立行政法人評価委員会委員。2015年法務省法制審議会委員、財務会計基準機構基準諮問会議委員、日本証券アナリスト協会理事。2016年大和総研専務理事。同年から証券取引等監視委員会委員を務め、国際連携を進めた。
2020年AIGジャパン・ホールディングス監査役、東京瓦斯社外取締役、味の素社外監査役、2021年フジテック社外取締役、味の素社外取締役、AIGジャパン・ホールディングス取締役。
2023年にはフジテック筆頭株主の香港の投資ファンドであるオアシス・マネジメントが社外取締役全員の解任を主張する中、臨時株主総会前にフジテック取締役を辞任した。同年三井不動産取締役、日本バドミントン協会理事、金融庁企業会計審議会委員。田園調布雙葉学園評議員等も務めた。

## 著書
「JAL再生 高収益企業への転換」日本経済新聞出版 2013年